# Księga ojców
Księga ojców (węg. Apák könyve) – powieść wydana w 2000 roku, węgierskiego pisarza Miklósa Vámosa. Saga rodzinna przedstawiająca dzieje dwunastu pokoleń Csillagów tworząca barwną panoramę 300 lat historii Węgier.

## Fabuła
Akcja powieści rozpoczyna się na początku XVIII wieku, a kończy współcześnie. Przedstawia dzieje dwunastu pokoleń rodziny Csillagów. Skupia się na losach mężczyzn – pierworodnych synów z rodu. Początek opowieści zaczyna się w 1705 roku, kiedy drukarz, dziadek Czuczor, wraca z Niemiec do ojczyzny. Kolejni potomkowie rodu otrzymują w spadku księgę z zapiskami rodzinnymi, czasami tak wstydliwymi, że nie powinny ujrzeć światła dziennego. Wszyscy pierworodni synowie Csillagów połączeni są darem zapamiętywania zdarzeń z życia swoich przodków, a także przewidywania tych, które dopiero będą miały miejsce. Cecha ta powoduje w ich życiu wiele nieoczekiwanych, nierzadko tragicznych zwrotów. Ostatnie pokolenie żyje już na emigracji w USA, dokąd w latach 70. wyjechał muzyk rockowy Vilmos Csillag. Tam ożenił się z Amerykanką o hinduskich korzeniach. Jego syn Henry odwiedza Węgry, by poznać losy rodziny.
Vámos Miklós przedstawiając historie bohaterów autor stworzył jednocześnie barwną i pasjonującą panoramę trzystu lat węgierskiej historii. Powieść odznacza się przemyślaną konstrukcją i narracją, która przywodzi skojarzenia z twórczością Gabriela Garcii Marqueza.

## Przekład
W 2008 ukazał się w wydawnictwie Albatros w Warszawie polski przekład Elżbiety Sobolewskiej.